# Адамин
Адамин (англ. Adamite) — вторичный минерал, арсенат цинка с дополнительными анионами гидроксила. Химическая формула (Zn2AsO4OH). Кристаллизуется в ромбической сингонии. В ультрафиолетовых лучах может флуоресцировать и фосфоресцировать лимонно-жёлтым цветом.
Выделяется преимущественно в виде тонких корок или друз. Реже встречаются призматические кристаллы, иногда образующие веерные сростки. Как правило, адамит нарастает на гидроокислы железа, в частности лимонит.
Своё название адамит получил в 1866 году в честь французского минералога Гилберта Джозефа Адама (1795—1881), который привёз первые образцы этого минерала из Чаньярсильо (Чили).
Химический состав:
- Zn — 56,78 %
- As — 26,13 %
- H — 0,35 %
- O — 27,90 %

Адамит обычно ассоциируется с другими минералами цинка: оливенитом, смитсонитом, розазитом, аурихальцитом и гемиморфитом.
Для кристаллов адамита наиболее характерен бледно-жёлтый цвет. Бесцветные прозрачные образцы встречаются редко. Намного чаще кристаллы окрашены в различные оттенки за счёт присутствия различных примесей в их составе. Медь, например, придаёт адамиту зелёные тона, а кобальт — сиреневые и розоватые.
Длина кристаллов адамита редко превышает один сантиметр, но некоторые из них, например из мексиканского  месторождения Мапими, могут быть длиной более 2,5 сантиметров.

## Месторождения
Вторичный, встречается в незначительных количествах в зонах окисления рудных месторождений. Впервые был найден в пустыне Атакама (Чили). Также известны месторождения в России (Дальнегорск), Алжире, Мексике (Мапими), Турции, Греции и Франции.
В мире известно несколько месторождений, где добывают адамит. В Европе это Лаврион на юго-восточном побережье Греции, а также Рёдельграбен (Австрия) и Монте-Валерио (Италия). Хорошие образцы адамита также добывают в Намибии, США (округ Юта), Чили, Мапими (Мексика).